# Nels Nelsen
Nels Nelsen (ur. 3 czerwca 1894 w Salangen, zm. 3 czerwca 1943 w Field) – kanadyjski skoczek narciarski i działacz sportowy norweskiego pochodzenia. W latach 1925–1930 rekordzista świata w długości skoku narciarskiego – uzyskał 73 m na skoczni Big Hill. Pięciokrotny mistrz Kanady.
Mimo swojego rekordu nie został dopuszczony przez krajowych działaczy do udziału w Zimowych Igrzyskach Olimpijskich 1928. Pracował na Kolei Transkanadyjskiej. W 1933 na skutek wypadku podczas polowania stracił rękę, w związku z czym musiał zakończyć karierę skoczka, ale pozostał działaczem sportowym.

## Młodość i życie prywatne
Urodził się jako Nils Johan Nilsen w norweskiej rodzinie w Seljeskog w Salangen jako najstarszy wśród sześciorga rodzeństwa. Jako dziecko Nelsen zaczął uprawiać narciarstwo, w tym skoki narciarskie, skacząc na kilkunastu skoczniach w okolicy miejsca zamieszkania. W 1913 wyemigrował z rodziną do Big Eddy niedaleko Revelstoke w Kanadzie, gdzie zanglizował swoje imię i nazwisko. Jego brat, Ivind Nilsen, również był skoczkiem, do jego sukcesów sportowych należało zdobycie mistrzostwa świata chłopców w 1922. Ivind był znany z dobrego stylu, podczas gdy Nels z długości swoich skoków.
Nels Nelsen przeprowadził się do północnego Vancouver, gdzie założył rodzinę – ożenił się z Emmą Pickard, z którą miał dziesięcioro dzieci. Nie licząc krótkiego okresu, w którym był instruktorem narciarstwa, pracował jako hamulcowy i konduktor na Kolei Transkanadyjskiej.

## Kariera zawodnicza

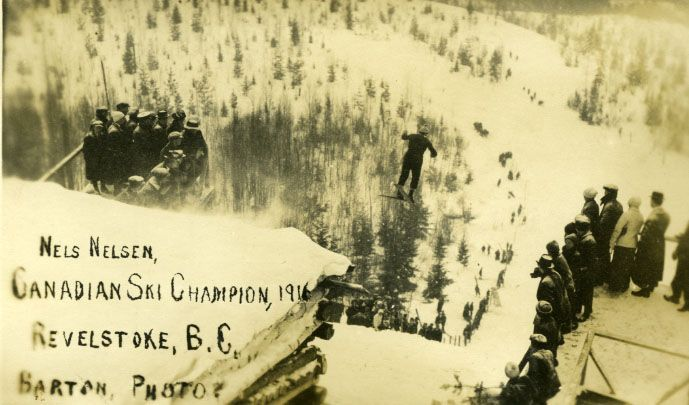
Nelsen podczas skoku na Big Hill w 1916

W 1916 Nelsen wygrał miejski turniej karnawałowy, ustanawiając rekord skoczni Big Hill – 56 m. Poprawiając kilkukrotnie osiągnięty wówczas wynik, aż do 1932 pozostawał rekordzistą tego obiektu. W 1917 po raz pierwszy został mistrzem Kanady. Zdobywał złoty medal w każdym kolejnym roku do 1920, a także w 1922. Ustanowił amatorski rekord kraju w 1920, był jednym z najbardziej utytułowanych zawodników w Kanadzie pomiędzy 1916 a 1925. Jedną z jego metod na poprawę skoków było umieszczanie ołowiu na przedzie lub tyle nart w celu uzyskania odpowiedniego balansu.

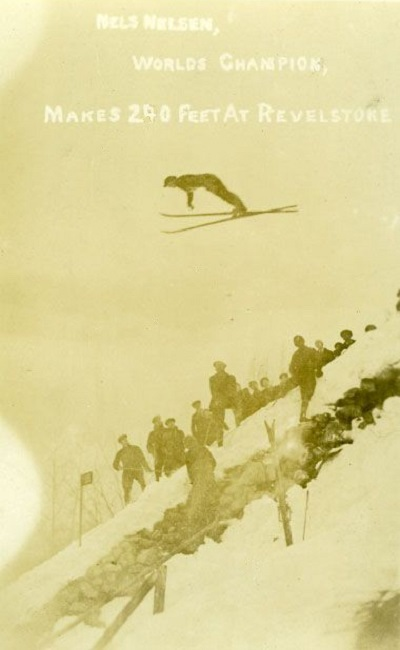
Nelsen podczas ustanawiania rekordu świata w Revelstoke

Nelsen podróżował po Kanadzie i Stanach Zjednoczonych, uczestnicząc w konkursach skoków narciarskich. W Kolumbii Brytyjskiej rywalizował w Nelson, Trail, Rossland, Princeton, Kamloops, Sandon, Nakusp, Kimberley i Cranbrook. W Albercie uczestniczył w konkursach w Calgary, Edmonton, Banff, Camrose, we wschodniej Kanadzie w Ottawie i Montrealu. W USA rywalizował w Mount Rainier, Leavenworth, Dillon, Steamboat Springs, Denver, Salt Lake City i Brattleboro. Jego skoki były rekordami kraju od 1916 do 1932.
Podczas turnieju karnawałowego na Big Hill w 1925 Nelsen, chory w tym czasie na grypę, ustanowił rekord świata. Oddał skok na 73 m, a jego rekord utrzymywał się do 1930, kiedy to został pobity o dwa metry przez Adolpha Badruta na obiekcie Bernina-Roseg-Schanze w Szwajcarii (dwa lata później Bob Lymburne sprawił, że najdalszy skok  znowu został ustanowiony w Revelstoke). W tamtych czasach w Europie nie przywiązywano dużej wagi do rekordu, ponieważ uważano, że można go łatwo pokonać, budując większą skocznię, oraz zauważano, że rekordy nie uwzględniają stylu. Nels Nelsen i Melbourne McKenzie planowali udać się do Sankt Moritz, by wziąć udział w konkursie skoków na Zimowych Igrzyskach Olimpijskich 1928. Brak funduszy spowodował, że zamierzali pracować na frachtowcu. Ich plan nie zyskał aprobaty działaczy brytyjskich i Nelsen nigdy nie wystąpił na igrzyskach. Zachował swój status amatora, ale spisywał się dobrze, rywalizując z profesjonalistami. Zimą 1932 pracował jako instruktor narciarstwa w Quebecu. Na polowaniu stracił rękę i nigdy więcej nie oddał już skoku.

## Działacz sportowy
Po przyjeździe do Revelstoke Nelsen uczestniczył w założeniu tamtejszego klubu narciarskiego i w budowie Big Hill w Parku Narodowym Mount Revelstoke. W 1927 pomógł w powstaniu skoczni w Grouse Mountain w północnym Vancouver. Po wypadku, który zmusił go do zakończenia kariery zawodniczej, zaczął pracę w powstającym klubie narciarskim w Field. Promował ścisłe przestrzeganie kodeksu amatorskiego i uważał, że profesjonalizm był destrukcyjny dla amerykańskiego związku narciarskiego.
Zarządzanie narciarstwem w Kanadzie było podzielone między Kanadyjski Amatorski Związek Narciarski (Canadian Amateur Ski Association) i Zachodniokanadyjski Amatorski Związek Narciarski (Western Canada Amateur Ski Association). Po latach rywalizacji doszło do sytuacji, w której obie organizacje nie uznawały się wzajemnie. Nelsen uczestniczył w ich fuzji i w 1934 został wiceprezesem CASA.
Zmarł na atak serca 3 czerwca 1943 w dzień swoich 49. urodzin. W 1948 skocznia narciarska Big Hill została powiększona i nazwana jego nazwiskiem. Nelsen został wpisany na listę amerykańskiej galerii sław narciarstwa w 1971, kanadyjskiej galerii sław narciarstwa w 1983 oraz BC Sports Hall of Fame w 1984.